# Сеттатірат II
Сеттатірат II (лаос. ພຣະເຈົ້າໄຊອົງເວ້; пом. 1730) — останній правитель королівства Лансанг, засновник і перший володар королівства В'єнтьян.

## Біографія
Був онуком короля Сурінья Вонґса.
Більшу частину свого дитинства та юності провів у королівському будинку в Хюе (сучасний В'єтнам). Його батько, принц Сомпху втік туди після сходження Сурінья Вонґса на престол. Після смерті останнього 1694 року знать обрала новим королем Лансангу Тіан Тала. Коли ж той за кілька місяців наклав на себе руки, правителем став Нан Тарат, якого 1698 року повалив принц Онг Ло та зайняв трон, узявши собі ім'я Сеттатірат II.
1705 року Сеттатірат переніс Прабанґ Будду, священну статую та символ королівської влади, з Луанґпхабанґа до В'єнтьяна.
Двоюрідний брат Сеттатірата, принц Кінґкітсарат, відмовився визнавати його владу та укріпився в Луанґпхабанґу. Король відрядив свого молодшого брата проти принца Кінґкітсарата, але та кампанія зазнала поразки, оскільки на допомогу Кінґкітсарату прийшли сіамські війська. Таким чином 1707 року королівство Лансанг було офіційно розділено й утворено дві нові держави: В'єнтьян на чолі з Сеттатіратом і Луанґпхабанґ на чолі з Кінґкітсаратом.
1713 року інший онук Сурінья Вонґса, принц Нокасад, скористався можливістю відокремитись від В'єнтьяну та здобути незалежність від Сіаму, створивши власне королівство Тямпасак.
Король Сеттатірат II помер 1730 року, після чого престол В'єнтьяну зайняв його старший син Онг Лонг.